# Relaciones Chile-Montenegro
Las relaciones Chile-Montenegro son las relaciones internacionales entre la República de Chile y Montenegro.

## Historia

### sigloXXI
Las relaciones diplomáticas entre Chile y Montenegro fueron establecidas el 24 de julio de 2006. Previamente, Chile había reconocido la independencia de Montenegro el 27 de junio del mismo año.

## Relaciones comerciales
En 2021, el intercambio comercial entre muy marginal, constando únicamente de exportaciones desde Montenegro a Chile de aparatos para filtrar gases, accesorios automotrices y partes para maquinaria agrícola.

## Misiones diplomáticas
- La embajada de Chile en Croacia concurre con representación diplomática a Montenegro.[3]
- La embajada de Montenegro en Argentina concurre con representación diplomática a Chile. Asimismo, Montenegro cuenta con un consulado honorario en San Javier de Loncomilla.[4]